# Aleijadinho

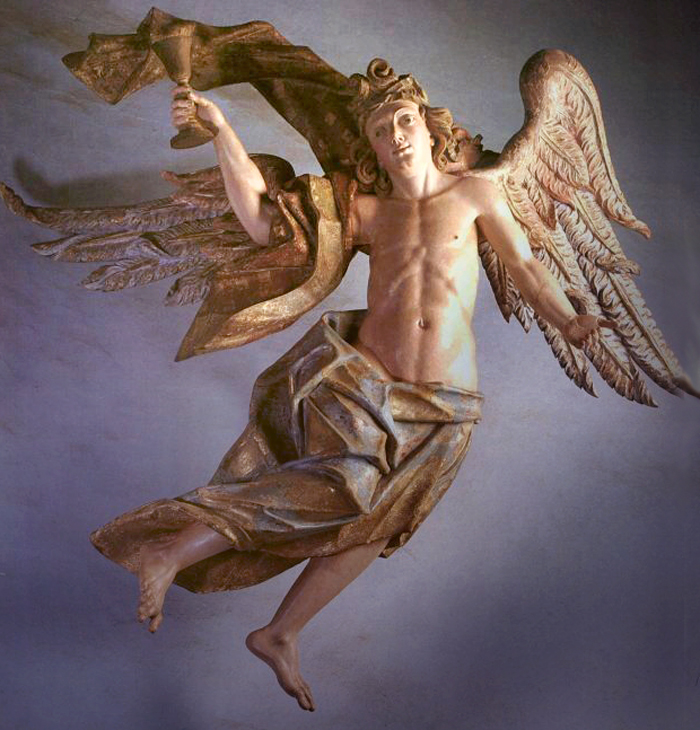
Engel, Congonhas

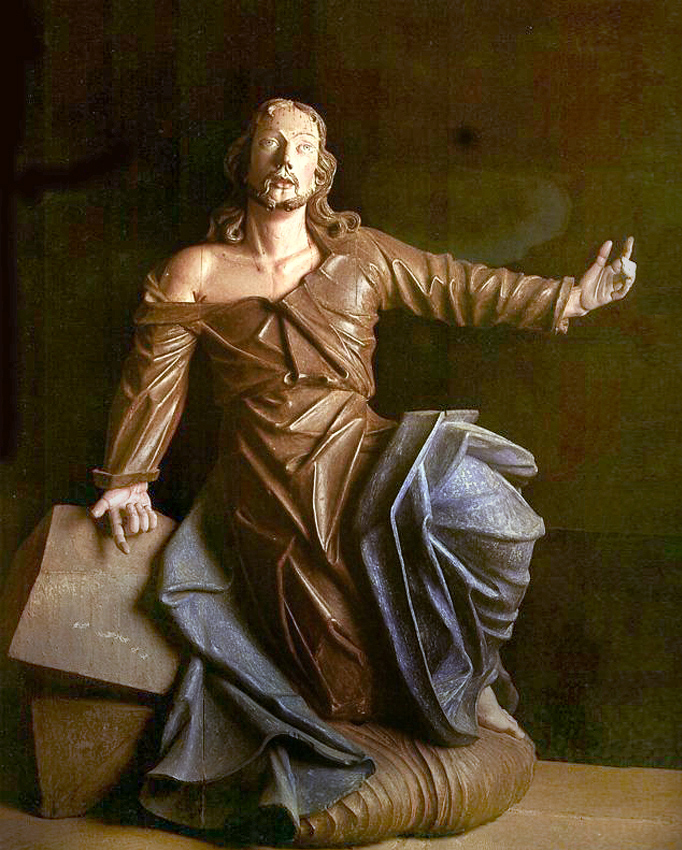
Christus, Congonhas

Antônio Francisco Lisboa (Aleijadinho) (Vila Rica (het huidige Ouro Preto) in (Minas Gerais), 29 augustus 1738 - aldaar, 18 november 1814) was een Braziliaanse beeldhouwer en architect.
Toen Aleijandinho ongeveer 40 jaar oud was kreeg hij een ziekte waardoor hij zijn ledematen steeds minder kon gebruiken. Om te blijven werken moest een assistent hem helpen om zijn gereedschappen vast te houden. Zijn werken zijn typisch Braziliaanse barok en hadden eigenschappen uit zowel de rococo, klassieke stijlen en de gotiek. Hij werkte vooral in zeepsteen.

## Biografie

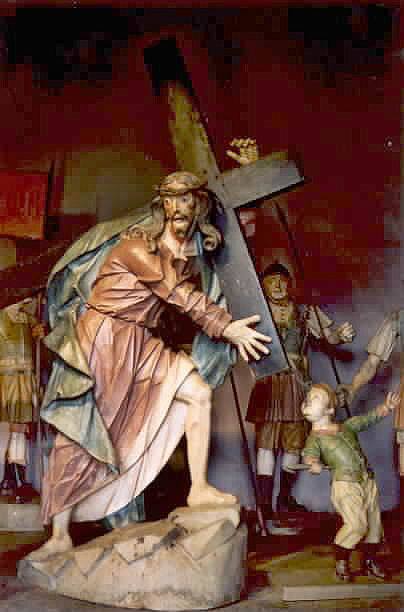
Christus draagt het kruis, Congonhas

Aleijadinho werd geboren in Villa Rica (Rijke Stad), waarvan de naam later werd veranderd in Ouro Preto (Zwart Goud), Brazilië, in 1738 (soms wordt 1730 als geboortedatum genoemd). Hij was de zoon van Manoel Francisco de Costa Lisboa en zijn slavin Izabel. Zijn vader, een timmerman, kwam als immigrant naar Brazilië waar zoveel vraag bestond naar zijn kunde dat hij zich wist op te werken tot architect. Toen Antônio nog jong was trouwde zijn vader en hij groeide op met enkele halfbroers en halfzussen. Het is algemeen aangenomen dat hij in zijn jeugd al zowel het vak van beeldhouwer als het vak van architect had geleerd. Antônio begon als een dagloner werkend aan een kerk in Ouro Preto die door zijn vader was ontworpen.
Binnen korte tijd kreeg hij zelf naam als architect en ontwierp hij de Kapel van de Derde Orde van Sint Franciscus van Assisi in Ouro Preto. Ook maakte hij de beelden op het gebouw waaronder een bas-reliëf die Sint Franciscus laat zien die de stigmata ontvangt.
Kort hierna werd hij ziek. Waarschijnlijk kreeg hij lepra, maar hierover bestaat geen zekerheid. Hierdoor kreeg hij zijn bijnaam "Aleijadinho" (Kleine kreupele). Vanaf dat moment leefde hij meer en meer als een kluizenaar en werkte hij meestal 's nachts. Als hij al in het publiek verscheen, dan werd hij door de straten gedragen in een met gordijnen afgedekte draagstoel.
- Biblioteca Nacional de España: XX1140814
- Bibliothèque nationale de France: cb119474594 (data)
- CiNii: DA08999363
- Gemeinsame Normdatei: 118728563
- International Standard Name Identifier: 0000 0001 2133 1560
- Library of Congress Control Number: n50072231
- Nationale Bibliotheek van Tsjechië: jo20181011922
- Nationale Bibliotheek van Israël: 987007264663805171
- Nederlandse Thesaurus van Auteursnamen: 120748843
- SNAC: w63862z5
- Système universitaire de documentation: 027431959
- Trove: 1231629
- Union List of Artist Names: 500069456
- Virtual International Authority File: 52484559
- WorldCat: E39PBJh8MTxmpDFPJRVrfWvmBP